# 一休さん (2012年のテレビドラマ)
『一休さん』（いっきゅうさん）は、2012年6月30日にフジテレビの『土曜プレミアム』で放送されたテレビドラマ。視聴率11.9%。
ここでは、2013年5月5日に放送された続編『一休さん2』についても記述する。

## 概要
名作『一休さん』4回目のスペシャルドラマ化。『一休さん』のSPドラマは2004年1月8日に同局で放送した『えなりかずきの一休さん』（主演：えなりかずき）以来8年半ぶりだが、これは一休が室町時代から現代（2004年）にタイムスリップするという設定のため、一貫して室町時代が舞台だったのは、1986年11月17日に同局の『月曜ドラマランド』で放送した『一休さんII』（主演：浅香唯）以来、実に約26年ぶり。
主演は同局の『マルモのおきて』で人気を上げた鈴木福で、彼にとっては初のゴールデンタイムでの主演作となる。また鈴木は当時8歳であり、1985年8月12日に『月曜ドラマランド』で放送した『一休さん』の主演者・富田靖子（当時16歳）をはるかに下回る最年少記録である。さらに、かつてテレビ朝日系列で放送されたアニメ『一休さん』で一休を演じた藤田淑子が、ナレーターを担当している。
なお本作の原作名義は、前述のアニメを製作した「東映アニメーション」（当時：東映動画）となっている。
2013年5月5日に続編『一休さん2』が放送された。視聴率8.7％。これに先立ち、前日の5月4日15:00 - 17:00（『土曜ワイド』）で本作が再放送された。

## キャスト
- 一休/千菊丸：鈴木福
- 蜷川新右衛門：成宮寛貴
- 桔梗屋利兵工：平泉成
- 伊勢貞行：山崎銀之丞
- 吾作：斉藤暁
- 桔梗屋弥生：未来穂香(1)→上間美緒(2)
- さよちゃん：小林星蘭
- 秀念：内田流果
- 黙念：鏑木海智
- 陳念：川口和宥
- 天念：吉澤天純
- 伊予の局：安田成美（特別出演）
- 外観和尚：中村梅雀
- 足利義満：東山紀之

第1回
- ニセ一休：二宮星
- ニセ新右衛門：荒川良々
- 大男：曙太郎
- 少女：小西舞優
- ナレーション：藤田淑子
  - 吉澤健、笠木泉、光岡湧太郎、森富士夫、広山詞葉、本間理紗、山崎海童、篠原さとし、平川博晶、にわつとむ　ほか

第2回
- 月姫：倉科カナ
- 八千代：磯野貴理子
- 直正：中尾明慶
- 勘助：村杉蝉之介
- 世吉：内山信二
- お宮：山田花子
- 大男侍：武藤敬司
- 小太郎：秋間将汰
- 座員：カナリア
- ナレーション：佐々木恭子（フジテレビアナウンサー）
  - 吉澤健、山口詩史、三谷六九、阿南敦子、真下有紀、岩田丸、平川博晶、仲野元子、にわつとむ、チーモンチョーチュウ

## 主題歌
「みんなの一休さん」
- 作詞：うえのけいこ／作曲：中山晋平／編曲：Sound Garden／歌：一休さんとCO.Boys（鈴木福ほか）
- 童謡「証城寺の狸囃子」の替え歌。
- EDロールダンス振り付け：濱田“Peco”美和子

## スタッフ
- 原作：東映アニメーション
- 演出：樹下直美
- 脚本：高橋ナツコ
- 時代考証：山田順子
- 仏事指導：金嶽宗信(香林院)
- 特殊メイク：江川悦子、山岸福明、遠藤温子
- 殺陣指導：Gocoo(藤田けん、森崎えいじ)
- ロケ協力：大雄寺、ワープステーション江戸、栃木県フィルムコミッション、つくばみらい市市民サポート課、常総市フィルムコミッション、常総太田フィルムコミッション、秦野フィルムコミッション、きょなピッカ実行委員会、鋸南町、奥州市、国立女性教育会館、えさし藤原の郷、嵐山町観光協会、南足柄市　ほか
- 技術協力：ビデオスタッフ
- 照明協力：ザ・ホライズン
- 美術協力：フジアール、高津装飾美術
- 音響効果：スポット
- 編集・MA：バスク
- スタジオ：砧スタジオ
- プロデュース：吉田豪、水野綾子、浅野澄美
- 制作プロダクション：フジクリエイティブコーポレーション
- 制作著作：フジテレビ(1)、フジクリエイティブコーポレーション(2)

## 補足
- 1作目で桔梗屋弥生役だった未来穂香は多忙故のスケジュールの都合で降板し、その為2作目では代役として上間美緒が弥生役を演じた。
- 『一休さん2』が放送される前、直前番組『サザエさん』の提供コメントが終了後、一休が「パー」の札を持って登場し、「一休です。負けました[注 1]。とんち勝負なら負けません。『一休さん2』はこの後すぐ。ウフフフ…」と、『サザエさん』エンディングのパロディで告知していた。当時『サザエさん』終了後の直後番組へのジャンクションは原則として行わなかったため、これは珍しいケースだった。